# Волькове
Волькове (пол. Wolkowe) — село в Польщі, у гміні Мишинець Остроленцького повіту Мазовецького воєводства.
Населення — 1089 осіб (2011).
У 1975-1998 роках село належало до Остроленцького воєводства.

## Демографія
Демографічна структура станом на 31 березня 2011 року:
|          | Загалом | Допрацездатний вік | Працездатний вік | Постпрацездатний вік |
| -------- | ------- | ------------------ | ---------------- | -------------------- |
| Чоловіки | 579     | 151                | 360              | 68                   |
| Жінки    | 510     | 123                | 278              | 109                  |
| Разом    | 1089    | 274                | 638              | 177                  |